# Землетрясения на Соломоновых островах (1971)
14 и 26 июля 1971 года на Соломоновых островах произошли два сильных землетрясения магнитудой 8,0 Mw и 8,1 Mw соответственно. Первый сильный толчок 14 июля произошел в 16:11 по местному времени. Второй — в 11:23. Толчки вызвали цунами: 14 июля оно наблюдалось в Рабауле, 26 июля в Новой Британии. Гипоцентр первого находился на глубине 45 км, второго — на 37 км. Погибли 2 человека, ранены 5.
Неглубокие и сильные землетрясения на Соломоновых островах, как правило, происходят серией. Примерами таких землетрясений являются случаи, произошедшие в 1971, 1974 и 1975 годах. Землетрясение 14 июля произошло в северо-западной впадине Соломоновых островов, в то время как землетрясение 26 июля в северо-восточной впадине Новой Британии. Землетрясения 14 июля и 26 июля были вызваны субдукцией плиты Соломонова моря под Тихоокеанскую плиту и Южную плиту Бисмарка. Это серия стала самой крупной в этом регионе за последние 50 лет.